# 瑞普替尼
瑞普替尼（Ripretinib）是一種用于治疗晚期胃腸道基質腫瘤的药物。該藥物最常见的副作用有脱发、疲倦、恶心、腹痛、便秘、肌肉痛、腹泻、食欲不振和呕吐。。  
2020年5月，瑞普替尼在美国獲得上市許可。同年7月28日，瑞普替尼在中华人民共和国投入臨床治療。    

## 更多阅读
- . Haematologica. May 2018, 103 (5): 799–809. PMC 5927976 . PMID 29439183. doi:10.3324/haematol.2017.179895.